# Edmund Leighton
Edmund Blair Leighton (21. september 1852 – 1. september 1922) var en engelsk maler i den historiske genre, der var specialiseret i regency- og middelaldermotiver.
Leighton var søn af kunstneren Charles Blair Leighton. Han blev uddannet på University College School, før han blev studerende ved Royal Academy Schools. Han giftede sig med Katherine Nash i 1885 og de fik en søn og datter. Han udstillede årligt på Royal Academy fra 1878 til 1920.
Leighton var en kræsen kunstner, der producerede malerier med mange detaljer i hans romantiske scener. Han har tilsyneladende ikke efterladt sig nogle dagbøger og selvom han udstilliede på Royal Academy i over 40 år blev han aldrig ansat som underviser eller lektor.
Ved hans død blev der udgivet flere nekrolog, hvor hans fødselsår fejlagtigt blev angivet som 1853 i stedet for 1852.

## Værker
- Old Times (1877), private collection.[2]
- Till Death Do Us Part (1878)
- The Dying Copernicus (1880)
- Un Gage d'Amour (1881), Auckland Art Gallery Toi o Tamaki.[3]
- Abelard and his Pupil Heloise (1882), Phillips Auctioneers, UK.[4]
- Duty (1883)
- Conquest (1884)[5]
- The Gladiator's Wife (1884), private collection.[4]
- The Rehearsal (1888), Croydon Clocktower, UK.[4]
- Call To Arms (1888), Roy Miles Fine Paintings.[4]
- A Stolen Interview (1888)
- Olivia (1888)
- How Liza Loved the King (1890), Towneley Hall Art Gallery and Museum, Burnley.[4]
- Lay thy sweet hand in mine and trust in me (1891)
- Lady Godiva (1892), Leeds City Art Gallery.[4]
- Two Strings (1893)
- Goodbye (1893)
- Launched in Life (1894)
- My Next-Door Neighbour (1894), privat samling.[4]
- Waiting for the Coach (1895), Manchester Art Gallery.[6]
- A Favour (1898)
- In Time of Peril (1897)
- Off (1899), Manchester Art Gallery.[7]
- God Speed (1900)
- On the Threshold (1900), Manchester Art Gallery.[8]
- The Accolade (1901), private collection.[4]
- Adieu (1901), Manchester Art Gallery.[9]
- Lilac (1901)
- Tristan and Isolde (AKA The End of the Song) (1902)
- Alain Chartier (1903)
- Ribbons and Laces for Very Pretty Faces (1904)
- The Dedication (1908)
- The Shadow (1909), City Hall, Cardiff[10]
- The Key (1909)
- Pelleas and Melisande (1910) Williamson Art Gallery and Museum
- To the Unknown Land (1911)
- The Boyhood of Alfred The Great (1913)
- My Fair Lady (1914)
- A Nibble (1914), private collection.[4]
- An Arrival (1916), City Hall, Cardiff[10]
- The Wedding March (1919)
- The Lord of Burleigh, Tennyson (1919), private collection.[4]
- Sweet Solitude (1919), private collection.[4]
- After Service (1921), private collection.[11]
- Signing the Register (undated), Bristol City Museum and Art Gallery.[4]
- The Fond Farewell (undated), Messum's, London.[4]
- Lord of the Manor (undated), private collection.[4]
- Sorrow and Song (undated), Bristol City Museum and Art Gallery.[4]
- Lady in a Garden
- The Charity of St. Elizabeth of Hungary
- The Rose's Day
- Stitching the Standard
- Waiting
- Cromwell dissolving the Long Parliament
- Forest Tryst
- Sweets to the Sweet
- Courtship
- Con Amore
- The Request
- The King and the Beggar-maid

## Galleri
- God Speed (1900).
- In Time of Peril (1897)
- The King and the Beggar-maid
- Old Times (1877)
- Till Death Do Us Part (1878)
- Abelard and his Pupil Heloise (1882)
- The Elopement (1893)
- Off (1899)
- On the Threshold (1900)
- Tristan and Isolde (1902)
- Alain Chartier (1903)
- Ribbons and Laces for Very Pretty Faces (1904)
- Courtship
- My Next-Door Neighbour
- My Fair Lady
- In 1816
- Courtship by the piano
- Stitching the Standard: the lady prepares for a knight to go to war.
- The Charity of Elisabeth of Hungary